# Acrocercops rhothiastis
Acrocercops rhothiastis är en fjärilsart som beskrevs av Edward Meyrick 1921. Acrocercops rhothiastis ingår i släktet Acrocercops och familjen styltmalar.
Artens utbredningsområde är Nigeria. Inga underarter finns listade i Catalogue of Life.